# العلاقات البنغالية البوتسوانية
العلاقات البنغلاديشية البوتسوانية هي العلاقات الثنائية بين بنغلاديش وبوتسوانا.

## التعاون الاقتصادي
أبدت كل من بنغلاديش وبوتسوانا اهتماماً بزيادة طرق التعاون الاقتصادي الثنائي بين البلدين واتخذتا الخطوات اللازمة في هذا الصدد. فقد حثت بوتسوانا بنغلاديش على إقامة مشاريع صناعية نسيجية مشتركة في البلاد. كما سعت بوتسوانا للحصول على مساعدة بنغلاديش في تطوير قطاع صناعة وإنتاج الأدوية. قام وفد أعمال رفيع المستوى من بنغلاديش بزيارة بوتسوانا عام 2009 لاستكشاف السبل المحتملة لزيادة التجارة والاستثمار بين البلدين. جرى توقيع مذكرة تفاهم بين بنغلاديش وبوتسوانا خلال نفس العام بهدف تعزيز التعاون في مجال بناء القدرات وتبادل المعلومات الاقتصادية والتجارية وتنمية الصادرات والاستثمار في المشاريع الصغيرة والمتوسطة والصُغرى. قام وفد آخر من وزارة التجارة البنغلاديشية بزيارة رسمية إلى بوتسوانا عام 2013.

## التعاون في مجالات أخرى
اقترحت بوتسوانا التوقيع على اتفاق في مجالي الرياضة والثقافة مع بنغلاديش. وأعرب الرئيس السابق لبوتسوانا فستوس موغاي، عن رغبته في الحصول على دعم بنغلاديش وتعاونها في تطوير مستوى لعبة الكريكيت في بلاده. كما سعت بوتسوانا إلى توظيف مزارعين بنغلاديشيين من أجل تطوير قطاعها الزراعي.

## الشتات البنغلاديشي
يوجد حوالي 20,000 عامل بنغلاديشي تم توظيفهم قانونياً منهم الأطباء والممرضات والمهندسين في بوتسوانا عام 2013.